# Ланггуду
Ланггу́ду (індонез. Langgudu) — один з 18 районів округу Біма провінції Західна Південно-Східна Нуса у складі Індонезії. Розташований у південно-східній частині. Адміністративний центр — село Карумбу.
Населення — 26809 осіб (2013; 26646 в 2012, 26292 в 2010).

## Адміністративний поділ
До складу району входять 15 сіл:
| Населений пункт    | Населення, осіб (2010) |
| ------------------ | ---------------------- |
| Ваворада, село     | 1741                   |
| Ваду-Рука, село    | 1704                   |
| Доро-О'о, село     | 1808                   |
| Думу, село         | 1690                   |
| Кавуву, село       | 768                    |
| Калоду, село       | 688                    |
| Кангга, село       | 1355                   |
| Карампі, село      | 2828                   |
| Карумбу, село      | 4478                   |
| Ладжу, село        | 2804                   |
| Ромпо, село        | 1754                   |
| Рупе, село         | 3621                   |
| Упт-Ваворада, село | 232                    |
| Упт-Доро-О'о, село | 202                    |
| Упт-Ладжу, село    | 619                    |